# Buxières-lès-Froncles
Pour les articles homonymes, voir Buxières et Froncles (homonymie).
Buxières-lès-Froncles est une ancienne commune française du département de la Haute-Marne en région Grand Est.

## Géographie
Le village de Buxières est situé entre la ligne de Blesme - Haussignémont à Chaumont et la Marne ; il est traversé par la route D166.
Le bois de Buxières est sur la rive droite de la Marne.

## Toponymie
Anciennement mentionné : Ecclesia de Buseriis en 1169, Ecclesia de Burxeriis en 1170, Buxeires et Buxieres-sur-Marne en 1305, Bussière en 1419, Buxières en 1447, Bussières en 1628, Buxières les Feroncles en 1700, Buxierre-les-Froncles en 1769, Buxieres les Feroncles en 1793, Buxières en 1801.
Buxières-lès-Froncles tire son nom d'une plante  le « buis » (buxus en latin), qui couvrait autrefois une partie du territoire.
La préposition « lès » permet de signifier la proximité d'un lieu géographique par rapport à un autre lieu. En règle générale, il s'agit d'une localité qui tient à se situer par rapport à une ville voisine plus grande. La commune française de Buxières indique qu'elle se situe près de Froncles.

### Écarts et lieux-dits
Le Châtel (Châté en patois).

## Histoire
L’ancienne commune de Buxières les Froncles, au lieu dit le Châtel, il existe encore
de nos jours les vestiges d’une enceinte fortifiée antique antérieure à l’époque romaine. Les ruines de
ce camp sont plus connues par les gens du village sous l’appellation de « Châté »[réf. souhaitée].
La seigneurie de Buxières relevait de Chaumont pour trois quarts et de Vraincourt pour un quart.
En 1789, ce village fait partie de la province de Champagne dans le bailliage et la prévôté de Chaumont.
Jusqu'au XVIIIe siècle, les villages de Froncles et de Buxières ont cheminé ensemble à l’ombre du château seigneurial.
Le 1er novembre 1972, la commune de Buxières-lès-Froncles est rattachée à celle de Froncles sous le régime de la fusion simple.

## Démographie
| 1793 | 1800 | 1806 | 1821 | 1831 | 1836 | 1841 | 1846 | 1856 |
| ---- | ---- | ---- | ---- | ---- | ---- | ---- | ---- | ---- |
| 226  | 238  | 240  | 240  | 292  | 302  | 302  | 304  | 259  |

| 1866 | 1872 | 1876 | 1881 | 1886 | 1891 | 1896 | 1901 | 1906 |
| ---- | ---- | ---- | ---- | ---- | ---- | ---- | ---- | ---- |
| 329  | 305  | 313  | 360  | 303  | 303  | 308  | 298  | 264  |

| 1911 | 1921 | 1926 | 1931 | 1936 | 1946 | 1954 | 1962 | 1968 |
| ---- | ---- | ---- | ---- | ---- | ---- | ---- | ---- | ---- |
| 305  | 372  | 421  | 432  | 486  | 478  | 470  | 526  | 543  |

## Lieux et monuments
- Église Saint-Calixte, construite au XIIe siècle
- Ruines d'un château seigneurial fortifié
- Oppidum romain